# Podnebí

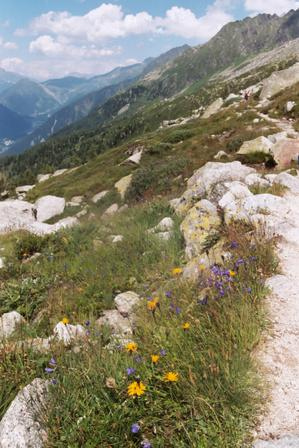
Alpská krajina v létě

Podnebí neboli klima je dlouhodobý stav počasí, podmíněný energetickou bilancí, cirkulací atmosféry, charakterem aktivního povrchu a lidskou aktivitou. Změny probíhají v dlouhodobých časových úsecích. Podle měřítka rozsahu, v němž se podnebí uplatňuje, se rozeznává makroklima, mezoklima, místní klima a mikroklima. Mikroklima uzavřených prostor se označuje jako kryptoklima.
Studiem podnebí se zabývá klimatologie. Popis podnebí pro určitou oblast, obvykle pro hydrometeorologicky uzavřený celek – povodí, se nazývá klimatografie. Podnebí se popisuje pomocí klimatických prvků, což jsou statistické charakteristiky odvozené z prvků meteorologických. Základními jsou průměry teploty vzduchu a průměrné úhrny srážek. Stručné a souhrnné informace jsou nejčastěji prezentovány v klimagramech (klimogramech).
Na Zemi rozlišujeme různé podnebné pásy: tropický, subtropický, mírných šířek, subpolární a polární (arktický a antarktický). Pro každý pás jsou stanoveny intervaly hodnot základních klimatických prvků jako jsou teplota, srážky, sluneční svit, ale i další. Dále rozlišujeme klima měst, klima hor, klima uzavřených prostor, apod.
Na základě intenzity vlivu oceánu na podnebí v dané oblasti rozeznáváme podnebí kontinentální a oceánické.
Slovo klima má původ v řeckém klimein = sklánět se.

## Podnebí jako půdotvorný faktor
Z klimatických prvků se přímo uplatňují srážky, teplota a výpar. Dále se uplatňuje například vítr nebo sluneční svit.
Srážky společně s výparem ovlivňují stav půdní vláhy. Pokud srážky nad výparem převládají, dochází k přenosu látek z půdního profilu do větších hloubek, naopak při převaze výparu nad srážkami dochází k vzlínání vody s rozpuštěnými látkami z hloubky do svrchních částí půdního profilu. Dlouhodobý nedostatek srážek, resp. jejich přebytek společně s množstvím podzemní vody vede ke vzniku aridních, resp. zamokřených půd. Kromě množství srážek je důležitým faktorem jejich intenzita a skupenství.
Teplota vzduchu ovlivňuje skupenství srážek, teplota půdy má přímý vliv na rychlost půdních procesů (humifikace, dekompozice, aj.). Teplota vzduchu společně s rychlostí větru a slunečním svitem ovlivňuje výpar.
Při dominanci podnebí jako půdotvorného (pedogenetického) faktoru dochází ke vzniku klimatogenních (zonálních) půd.

## Způsoby výzkumu klimatu
Existuje několik způsobů pro získání klimatických dat z dávné minulosti. Jedním z nich jsou historické dokumenty, obsahující informace o klimatu a jeho změnách v minulosti. Dalším způsobem jsou vrty do ledovců, v nichž se zachovaly stopy klimatu v dobách, kdy jejich různé vrstvy vznikaly (např. obsah kyslíku nebo CO2 v atmosféře). Data lze získat také pozorováním a měřením letokruhů ve stromech, které se tvoří různě rychle podle podnebí (teploty, vlhkosti) jednotlivých roků. Pro získání dat se také používají mořské a jezerní usazeniny, v nichž se také uchovaly vzorky ovzduší v minulosti. Všem těmto datům se obecně říká proxy data.